# In the Bedroom
In the Bedroom är en amerikansk film från 2001, i regi av Todd Field.

## Handling
En vanlig familj får under en sommar känna av hur snabbt en trygg vardag kan bytas ut från lycka till tragedi. Matt och Ruth befinner sig i medelåldern och njuter av lugnet samt glädjen över att familjen är samlad över sommaren, då deras enda son Frank är hemma från universitetet. Frank inleder en kärleksaffär med den något äldre Natalie. När romansen börjar utvecklas till något mer seriöst känner modern Ruth rent instinktivt att något kommer att gå fel. En sommar, en familj, en tragedi - kan få en människa att utföra handlingar ingen trodde var möjligt.

## Rollista
- Tom Wilkinson - Matt Fowler
- Sissy Spacek - Ruth Fowler
- Nick Stahl - Frank Fowler
- Marisa Tomei - Natalie Strout
- William Mapother - Richard Strout
- William Wise - Willis Grinnel
- Celia Weston - Katie Grinnel
- Karen Allen - Marla Keyes
- Frank T. Wells - Henry Flood
- W. Clapham Murray - Carl Adamson
- Justin Ashforth - Tim Bryson
- Terry A. Burgess - District Attorney
- Jonathan Walsh - Father McCasslin
- Diane E. Hamlin - Davis' Assistant
- Camden Munson - Jason Strout

## Utmärkelser
Marisa Tomei nominerades till en Oscar för bästa skådespelerska i en biroll.